# 李臬
李臬或譯李烏（韓語：이얼，1964年4月5日—2022年5月26日），本名李應德，韓國男演員。

## 生平
1983年作为舞台劇演員出道，1984年開始參演音樂劇，1993年成為電影演員。2022年5月26日因食道癌病逝，享年58歲。

## 影視作品

### 電影
- 1993年：《短暫旅行的盡頭（朝鲜语：짧은 여행의 끝）》
- 1993年：《Melo（朝鲜语：멜로）》
- 1994年：《49日的男人》飾演 李智煥
- 1995年：《沒有緊急出口（朝鲜语：비상구가 없다）》飾演 報告作者
- 1996年：《祝祭（朝鲜语：축제 (영화)）》飾演 元日
- 2001年：《威基基兄弟（朝鲜语：와이키키 브라더스）》飾演 成宇
- 2002年：《中毒（朝鲜语：중독 (2002년 영화)）》飾演 浩鎮
- 2002年：《分屍（朝鲜语：H (2002년 영화)）》飾演 韓警察（友情出演）
- 2003年：《你喜歡春天的熊嗎（朝鲜语：봄날의 곰을 좋아하세요?）》飾演 朴胤浩
- 2004年：《慾海慈航》飾演 汝珍的父親
- 2005年：《恐怖夜車（朝鲜语：레드아이 (영화)）》飾演 吳宗賢
- 2005年：《粉红色高跟鞋（朝鲜语：분홍신）》飾演 聖俊（友情出演）
- 2006年：《假日（朝鲜语：홀리데이 (2005년 영화)）》飾演 大哲
- 2006年：《生死决断（朝鲜语：사생결단）》飾演 崔警察（友情出演）
- 2007年：《华丽的休假》飾演 裴中校
- 2008年：《无防备都市（朝鲜语：무방비도시 (2008년 영화)）》飾演 廣域搜查隊隊長（特別出演）
- 2008年：《血之期中考：死題》飾演 警衛
- 2008年：《无处容身（朝鲜语：여기보다 어딘가에 (2008년 영화)）》飾演 秀妍的父親（特別出演）
- 2009年：《仁寺洞丑闻（朝鲜语：인사동 스캔들）》飾演 宋泰秀（友情出演）
- 2012年：《我先開了個玩笑》飾演 黃孝燮
- 2019年：《82年生的金智英》飾演 永洙
- 2021年：《第八天之夜（朝鲜语：제8일의 밤）》飾演 河正大師
- 2022年：《警官之血》飾演 徐重浩

### 電視劇
- 1993年：MBC《警察廳人們（朝鲜语：경찰청 사람들） - 危機的女人》飾演 朴武松
- 2004年：KBS 2TV《北京，我的爱》飾演 張奉秀
- 2005年：KBS 2TV獨幕劇《Drama City（朝鲜语：드라마시티） - 黃金森林，兔子》飾演 振泰
- 2006年：SBS《戀人》
- 2014年：SBS《媽媽的選擇》飾演 徐昌錫
- 2015年：SBS《The Ace》飾演 張事務長
- 2018年：TVN《Live》飾演 李三寶警衛
- 2019年：KBS 2TV《Justice》飾演 禹宗烈
- 2019年：OCN《Watcher》飾演 張賢久
- 2019年：SBS《Stove League》飾演 尹成福
- 2020年：TVN《Oh My Baby》飾演 趙大叔
- 2020年：TVN《雖然是精神病但沒關係》飾演 高大煥
- 2020年：JTBC《重回18歲》飾演 日權的父親（特別出演）
- 2021年：Netflix《Move to Heaven：我是遺物整理師》飾演 西服店老闆
- 2021年：TVN《Voice 4》飾演 梁福滿

## 外部連結
- 官方网站
- 李臬在韩国电影数据库（KMDb）上的資料（韓語）